# Volvo F10/F12
Volvo F-серії — являє собою сімейство безкапотних вантажівок фірми Volvo Trucks, що виготовлялось з 1977 до 1993 рік. 

## Опис

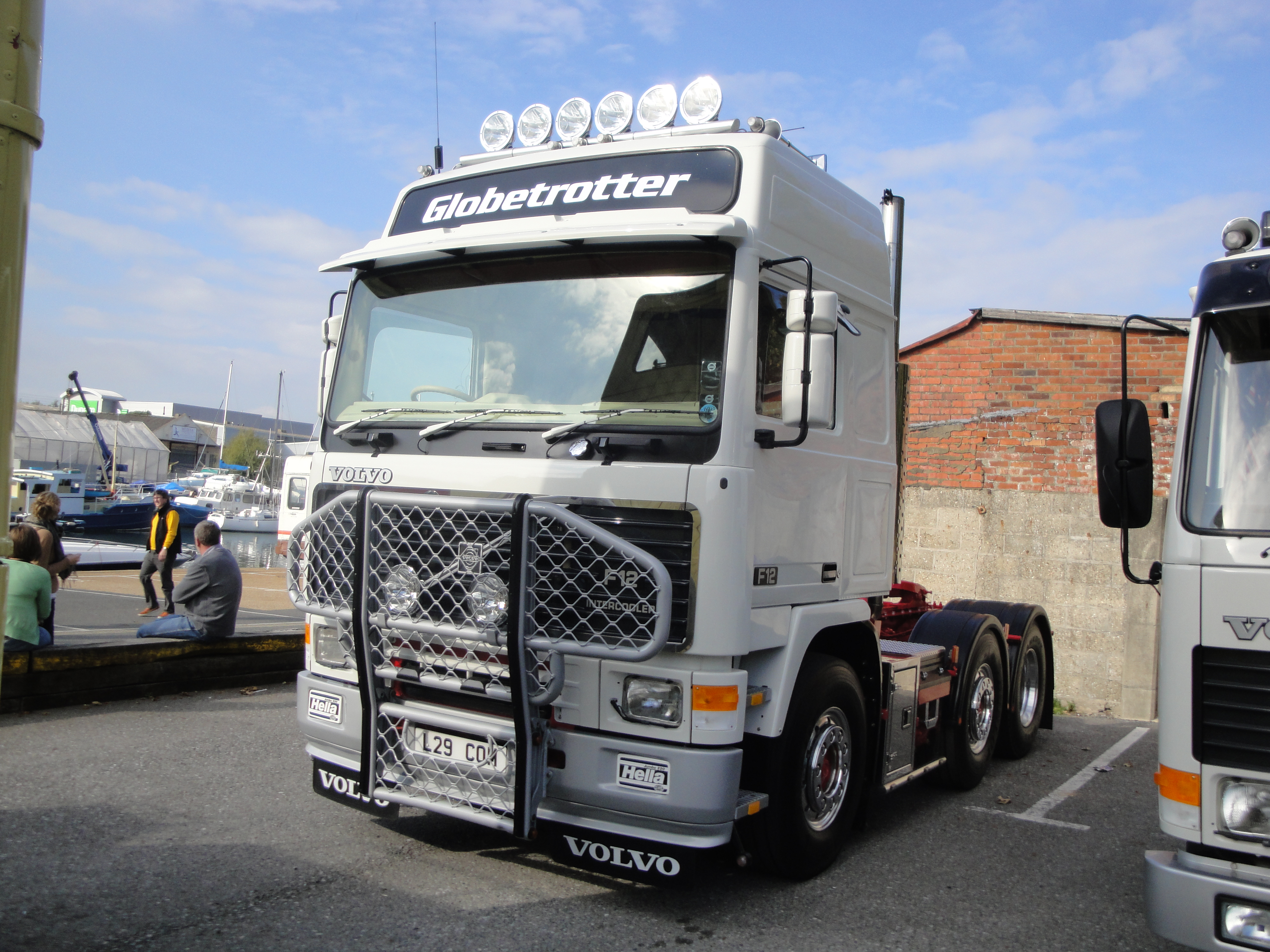
Volvo F12 Globetrotter (1987-1993)

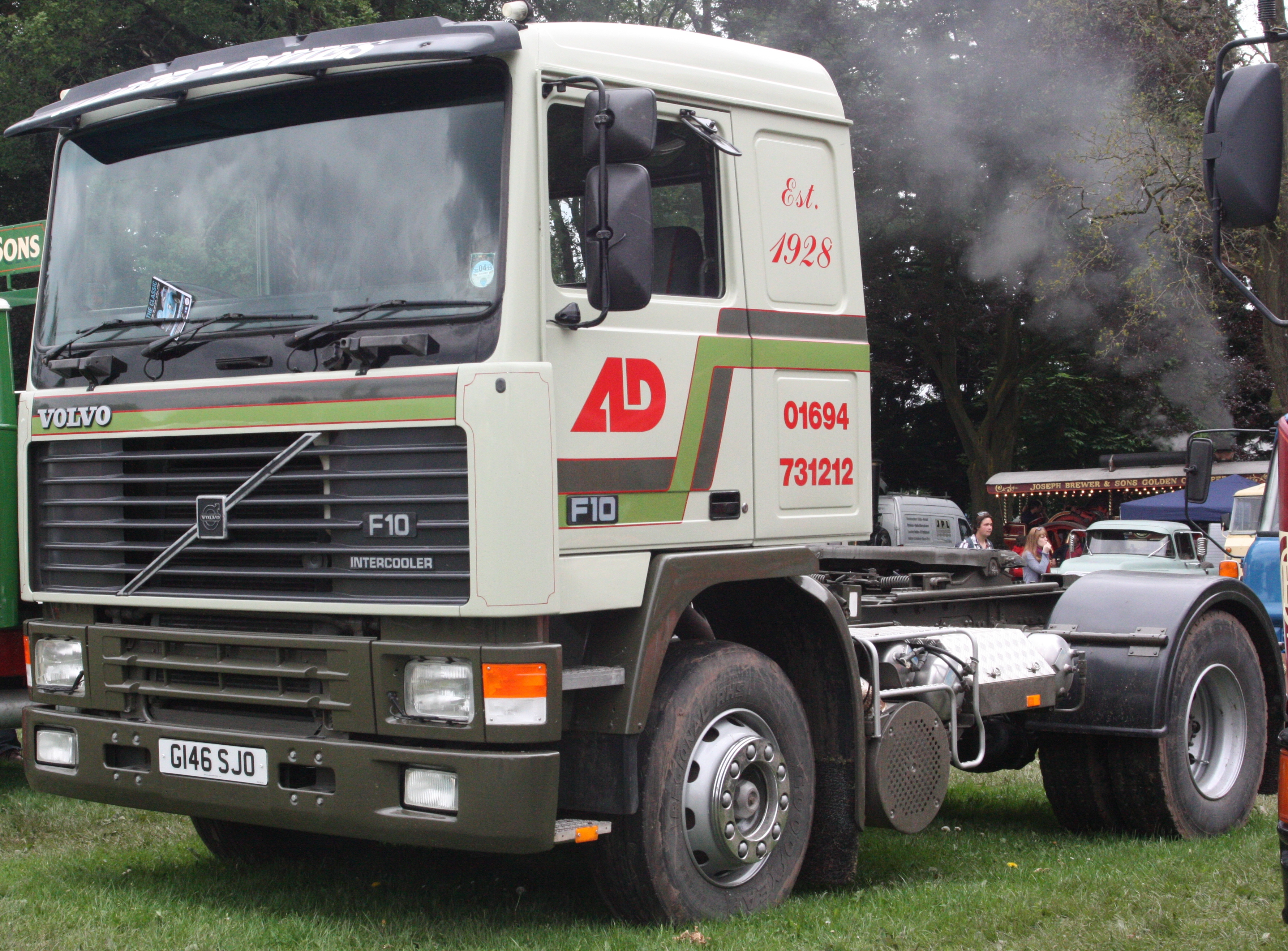
Volvo F10 (1987-1993)

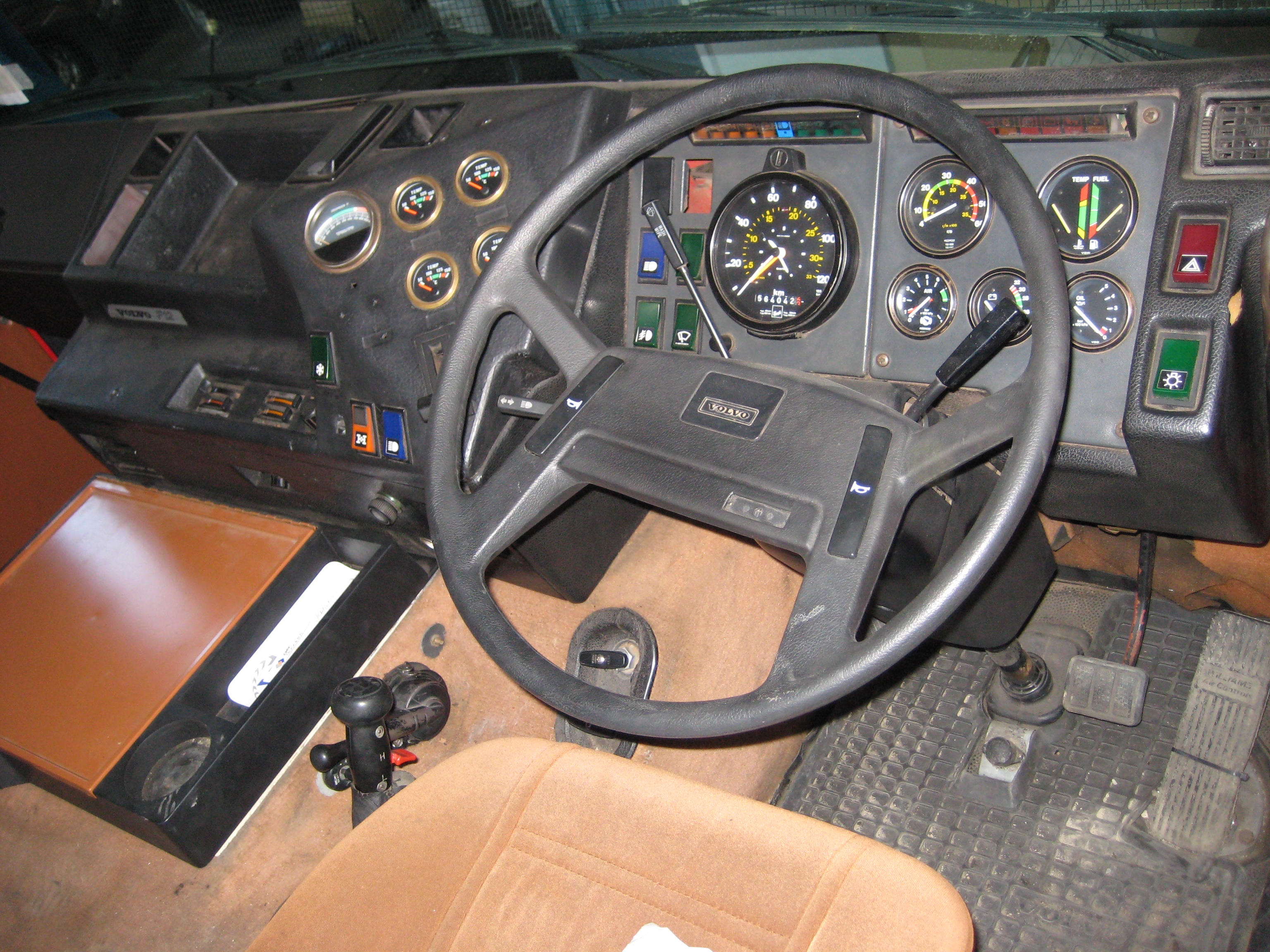

З 1977 року в сімейство входили Volvo F10 і Volvo F12, нумерація на цих моделей відображає об'єм двигуна в літрах. Volvo F-серії були наділені інноваційними функціями для свого часу, в першу чергу безпеку кабіни з високим рівнем ергономіки для водія. Потужний Volvo F16 представлений в 1987 році.
Ця серія вантажівок мала величезний успіх для Volvo, більш 200,000 одиниць були проведені з 1977 по 1993 роки. Цей факт поставив Volvo на світовій арені як найбільшого виробника вантажівок.
Автомобілі Volvo F-серії здобули титул «Вантажівка року» в 1984 році.
Основні компоненти шасі, а також компоненти трансмісії вантажівок були значною мірою засновані на Volvo N-серії, що введена в 1973 році. Автомобілі пропонувались з двигунами різної потужності, та пройшли кілька модифікацій протягом багатьох років. Всі двигуни були дизельний рядними 6-циліндровими з турбонаддувом власного виробництва Volvo.
У 1978 році на F12 вперше було застосовано революційне нововведення: система Intercooler проміжного охолодження повітря, що надходить з турбонагнітача в циліндри. Це дозволило підвищити ККД двигуна при одночасному зниженні токсичності вихлопних газів.
Серія отримала два великих оновлення в процесі його виробництва. Перше в 1983 році, до якого увійшли основні зміни в салоні, (більше вітрове скло і підвищений дах) нове шасі з зменшеною вагою і параболічні ресори, а також як опція була запропонована простора кабіна "Globetrotter". Двигуни також отримавли оновлення, але вихідна потужність не змінилася.
Друге оновлення прийшло в 1987 році, з приходом потужного F16 і деякими косметичними змінами. Volvo F16 представлено з новим шестициліндровим, рядним двигуном з чотирма клапанами на циліндр. Він широко використовувався для перевезення великої ваги автопоїздів, такі як лісовози в Скандинавії (на ринку досі домінують Scania AB на базі вантажівок Scania V8) і автопоїзди в Австралії.
F-серія була замінена на Volvo FH-серії в 1993 році.

## Двигуни
- 9,6 л TD100 І6 280 к.с.
- 12,0 л TD120 І6 320 к.с.
- 16,1 л TD162F/FJ/FL/FS І6 460 к.с.
- 16,1 л TD163ES І6 500 к.с.